# Погребівська волость
Погребівська волость — адміністративно-територіальна одиниця Кременчуцького повіту Полтавської губернії з центром у селі Погреби.
Старшинами волості були:
- 1900 року Осип Іванович Сінний[1];
- 1904 року Борщенко[2];
- 1913 року Прокіп Іванович Ткаченко[3];
- 1915 року Савостьян Якович Кошеленко[4].